# Weltfriedenstag
Mit Weltfriedenstag, Tag des Friedens oder Antikriegstag werden Gedenktage bezeichnet, die auf den Weltfrieden Bezug nehmen. Die römisch-katholische Kirche feiert am 1. Januar den Weltfriedenstag. In Deutschland wird am 1. September der Antikriegstag begangen. Die Vereinten Nationen (UNO) rufen zum 21. September den Internationalen Tag des Friedens aus.

## 1. September (Antikriegstag)

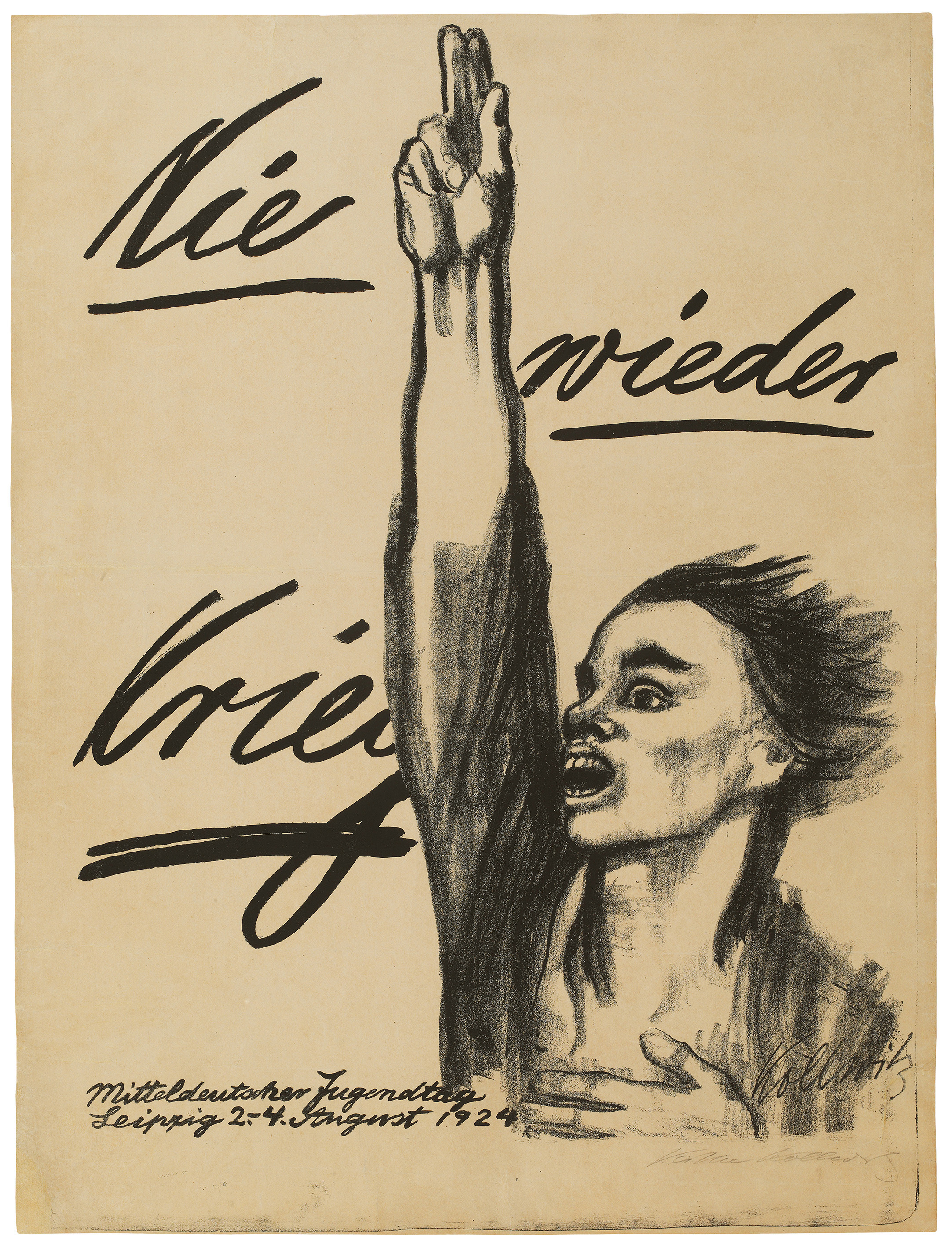
Nie wieder Krieg, Plakat für den Mitteldeutschen Jugendtag 1924, Kreide- und Pinsellithographie (Umdruck) von Käthe Kollwitz

### Hintergrund
Nach der Novemberrevolution 1918/19 in Deutschland riefen die beiden damaligen bedeutendsten pazifistischen Friedensorganisationen, die von Bertha von Suttner mitgegründete Deutsche Friedensgesellschaft (DFG) und der Bund Neues Vaterland (BNV), unter der Parole „Nie wieder Krieg“ eine Kampagne ins Leben, deren Ziel es war, die persönlichen Erinnerungen an die Kriegsgräuel durch alljährliche Massenkundgebungen am 1. August, dem Tag des Beginns des Ersten Weltkriegs, wachzuhalten und die Menschen für die Durchsetzung einer dauerhaften Friedenspolitik zu aktivieren. Die Idee für einen Antikriegstag war bereits 1845 in England aufgekommen.

### Der Antikriegstag nach Ende des Zweiten Weltkrieges
Erstmals wurde in der Sowjetischen Besatzungszone am 1. September 1946 ein „Weltfriedenstag der Jugend“ begangen. Seit Beginn der 1950er Jahre wurde in der Deutschen Demokratischen Republik der 1. September als „Tag des Friedens“ bzw. als „Weltfriedenstag“ bezeichnet, an dem die Öffentlichkeit in Versammlungen und Kundgebungen zum Eintreten für den Weltfrieden aufgerufen wurde.
In der Bundesrepublik Deutschland wurde dieser Tag alljährlich als „Antikriegstag“ begangen. Er erinnert an den Beginn des Zweiten Weltkrieges mit dem deutschen Überfall auf Polen am 1. September 1939. Die westdeutsche Initiative für diesen Gedenktag ging vom Deutschen Gewerkschaftsbund (DGB) aus, der erstmals am 1. September 1957 unter dem Motto „Nie wieder Krieg“ zu Aktionen aufrief.
Die „Antimilitaristische Aktion 1957“ war ein Zusammenschluss von der sozialistischen Jugend Die Falken, der Naturfreundejugend, der Jugend des Rad- und Kraftfahrerbund Solidarität und der Gruppe der Wehrdienstgegner. Nach Einführung der Wehrpflicht im Juli 1956 und den ersten Rekrutierungen von Soldaten im April 1957 hatten sich diese vier Jugendorganisationen verbündet, um vereint gegen die Wehrpflicht und die militaristischen Bestrebungen in der Bundesrepublik zu kämpfen.
Auf dem Bundeskongress des DGB 1966 wurde ein Antrag angenommen,

„‚… alles Erdenkliche zu unternehmen, damit des 1. Septembers in würdiger Form als eines Tages des Bekenntnisses für den Frieden und gegen den Krieg gedacht wird.‘ Auch in der Gegenwart ruft der DGB am 1. September zu Kundgebungen und Veranstaltungen anlässlich des Weltfriedenstages auf und organisiert Veranstaltungen.“

### Der Antikriegstag im wiedervereinigten Deutschland
Auch nach Ende des Kalten Krieges gibt es jährlich anlässlich des Antikriegstages am 1. September Veranstaltungen, um der Opfer aller Kriege zu gedenken und daran zu erinnern, dass es in vielen Ländern dieser Welt auch heute Krieg gibt.
Das Jahr 2014 war für die Antikriegs- und Friedensbewegung ein Jahr von besonderer historischer Bedeutung: Vor 100 Jahren begann der Erste Weltkrieg, vor 75 Jahren der Zweite Weltkrieg. Der politische Freizeitverband NaturFreunde Deutschlands sieht hierbei eine schleichende Remilitarisierung der Außenpolitik:

„‚Die Trumpisten haben die Weltbühne betreten und in vielen Ländern macht sich ein reaktionärer Nationalismus breit. Gleichzeitig wird überall aufgerüstet‘, so der NaturFreunde-Bundesvorsitzende Michael Müller. ‚Wir dürfen aber nicht vergessen, wie erfolgreich die Entspannungspolitik der 70er-Jahre war. Es ist höchste Zeit, dass die Friedensbewegung wieder ihre Stimme erhebt.‘“

Zum 1. September 2019 jährte sich der Überfall auf Polen zum 80. Mal. Forderungen zum Antikriegstag waren damals:

- Abrüstung statt Aufrüstung, keine Erhöhung der Militärausgaben auf zwei Prozent der Wirtschaftsleistung
- ernsthafte Bemühungen um Entspannung mit Russland
- die Rücknahme des Beschlusses zur Anschaffung bewaffnungsfähiger Drohnen; keine Drohneneinsätze weltweit
- den Abzug der in Büchel stationierten US-Atombomben und die Unterzeichnung des Atomwaffenverbotsvertrags der UNO
- keine Wiedereinführung der Wehrpflicht und anderer Zwangsdienste
- eine Politik, die nicht auf die Lösung von Problemen durch das Militär setzt

## 1. Januar (katholischer Weltfriedenstag)

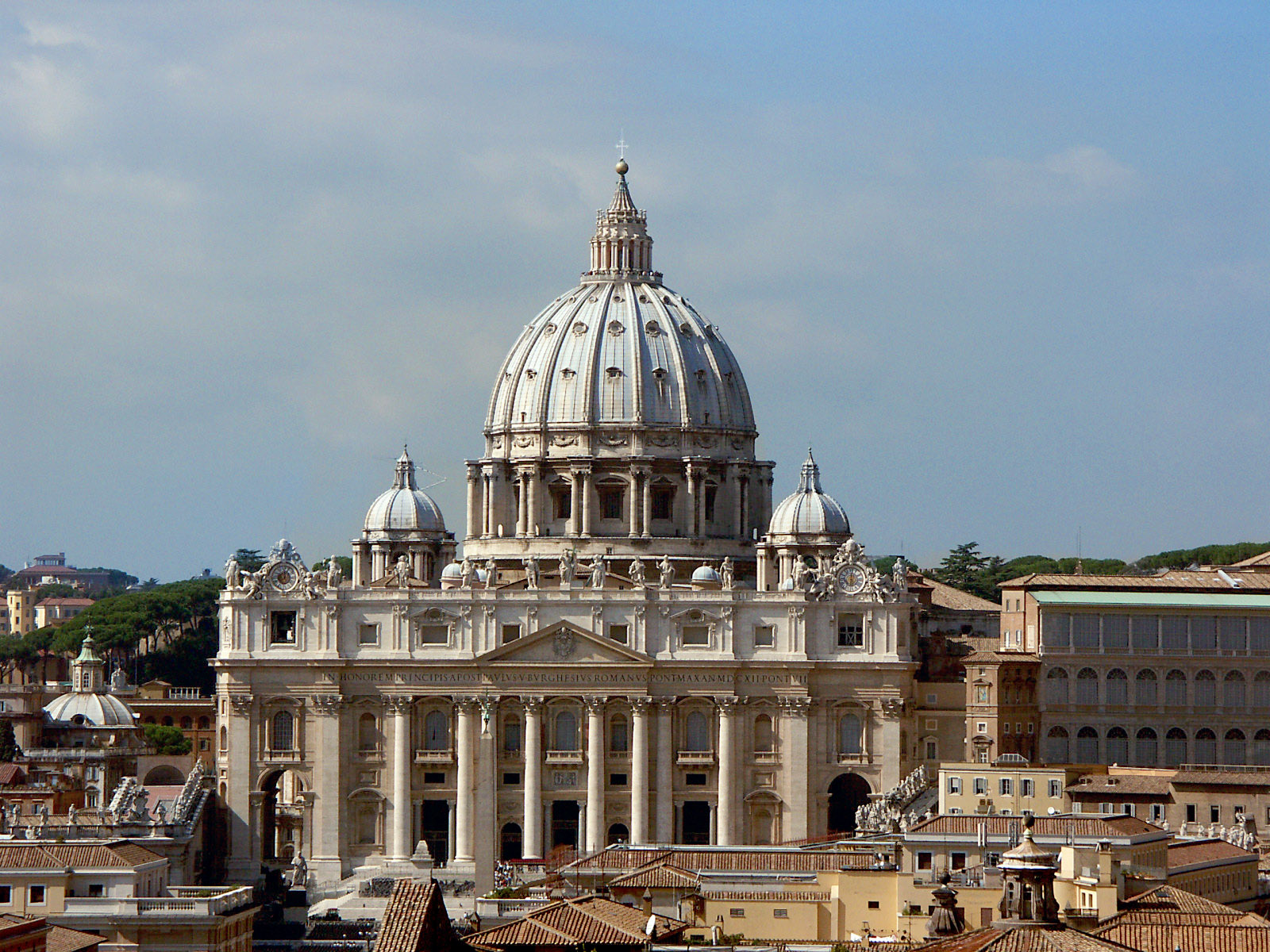
Der Petersdom in Rom

Seit 1968 begeht weltweit die katholische Kirche einen „Weltfriedenstag“. Dies ist der 1. Januar, das Hochfest der Gottesmutter. Die Feier ist jährlich mit einer vorab veröffentlichten Weltfriedensbotschaft des Papstes verbunden, die ein konkretes Thema näher erörtert.
Der Weltfriedenstag wird aber mancherorts, so in deutschen Gemeinden, flexibel innerhalb der ersten Wochen des Jahres begangen. 
Dieser Gedenktag entstand, als sich Papst Paul VI. – nach seinem Besuch bei den Vereinten Nationen New York am 4. Oktober 1965 und der darauf bezogenen Enzyklika Christi matri rosarii vom 15. September 1966 – am 8. Dezember 1967 angesichts der weltweiten Spannungen erneut mit einer Friedensbotschaft an die Regierenden in aller Welt wandte und den Neujahrstag zum Weltfriedenstag erklärte.
In der Folge wurde das Fest der Gottesmutterschaft Marias vom 11. Oktober auf den 1. Januar verlegt. Bereits 1963 hatte sich Papst Johannes XXIII. anlässlich der Kuba-Krise mit seiner letzten Enzyklika zum Frieden auf Erden an alle Menschen guten Willens in der ganzen Welt gewandt (vgl. Pacem in terris). Bis heute gibt der amtierende Papst alljährlich Botschaften heraus, in denen aktuelle Gerechtigkeitskonflikte (neben Krieg und Vertreibung auch Umweltzerstörung) diskutiert werden, häufig mit Blick auf konkrete Geschehnisse der Gegenwart.

### Chronik der Botschaften zum  Weltfriedenstag

#### Papst Paul VI.
- 1) 1968: 1. Januar: Weltfriedenstag[18]
- 2) 1969: Menschenrechte, der Weg zum Frieden[19]
- 3) 1970: Erziehung zum Frieden durch Versöhnung[20]
- 4) 1971: Jeder Mensch ist mein Bruder[21]
- 5) 1972: Willst du den Frieden, so arbeite für die Gerechtigkeit[22]
- 6) 1973: Der Friede ist möglich[23]
- 7) 1974: Der Friede hängt auch von Dir ab![24]
- 8) 1975: Versöhnung, der Weg zum Frieden[25]
- 9) 1976: Die echten Waffen des Friedens[26]
- 10) 1977: Wenn du den Frieden willst, verteidige das Leben[27]
- 11) 1978: Nein zur Gewalt, Ja zum Frieden[28]

#### PapstJohannes Paul II.
- 12) 1979: Um zum Frieden zu gelangen zum Frieden erziehen[29]
- 13) 1980: Die Wahrheit, Kraft des Friedens[30]
- 14) 1981: Um dem Frieden zu dienen, achte die Freiheit[31]
- 15) 1982: Frieden: Gottes Geschenk, den Menschen anvertraut[32]
- 16) 1983: Der Dialog für den Frieden: Eine Forderung an unsere Zeit[33]
- 17) 1984: Der Friede entspringt einem neuen Herzen[34]
- 18) 1985: Frieden und Jugend, zusammen unterwegs[35]
- 19) 1986: Der Friede, Wert ohne Grenzen Nord-Süd, Ost-West: Ein einziger Friede[36]
- 20) 1987: Entwicklung und Solidarität: Zwei Schlüssel zum Frieden[37]
- 21) 1988: Religionsfreiheit, Bedingung für friedliches Zusammenleben[38]
- 22) 1989: Um Frieden zu schaffen, Minderheiten achten[39]
- 23) 1990: Friede mit Gott dem Schöpfer, Friede mit der ganzen Schöpfung[40]
- 24) 1991: Wenn du den Frieden willst, achte das Gewissen jedes Menschen[41]
- 25) 1992: Die Gläubigen vereint im Aufbau des Friedens[42]
- 26) 1993: Willst du den Frieden, komm den Armen entgegen[43]
- 27) 1994: Aus der Familie erwächst der Friede für die Menschheitsfamilie[44]
- 28) 1995: Die Frau: Erzieherin zum Frieden[45]
- 29) 1996: Bereiten wir den Kindern eine friedliche Zukunft![46]
- 30) 1997: Biete die Vergebung an, empfange den Frieden[47]
- 31) 1998: Aus der Gerechtigkeit des einzelnen erwächst der Frieden für alle[48]
- 32) 1999: In der Achtung der Menschenrechte liegt das Geheimnis des wahren Friedens[49]
- 33) 2000: „Friede auf Erden den Menschen, die Gott liebt“[50]
- 34) 2001: Dialog zwischen den Kulturen für eine Zivilisation der Liebe und des Friedens[51]
- 35) 2002: Kein Friede ohne Gerechtigkeit, keine Gerechtigkeit ohne Vergebung[52]
- 36) 2003: Pacem in terris: Eine bleibende Aufgabe[53]
- 37) 2004: Eine stets aktuelle Aufgabe: Zum Frieden erziehen.[54]
- 38) 2005: Lass Dich nicht vom Bösen besiegen, sondern besiege das Böse durch das Gute.[55]

#### PapstBenedikt XVI.
- 39) 2006: In der Wahrheit liegt der Friede[56]
- 40) 2007: Der Mensch – Herz des Friedens[57]
- 41) 2008: Die Menschheitsfamilie, eine Gemeinschaft des Friedens[58]
- 42) 2009: Die Armut bekämpfen, den Frieden schaffen[59]
- 43) 2010: Willst Du den Frieden fördern, so bewahre die Schöpfung[60]
- 44) 2011: Religionsfreiheit, ein Weg für den Frieden[61]
- 45) 2012: Die jungen Menschen zur Gerechtigkeit und zum Frieden erziehen[62]
- 46) 2013: Selig, die Frieden stiften[63]

#### Papst Franziskus
- 47) 2014: Brüderlichkeit – Fundament und Weg des Friedens[64]
- 48) 2015: Nicht mehr Knechte, sondern Brüder[65]
- 49) 2016: Überwinde die Gleichgültigkeit und erringe den Frieden[66]
- 50) 2017: Gewaltfreiheit: Stil einer Politik für den Frieden[67]
- 51) 2018: Migranten und Flüchtlinge: Menschen auf der Suche nach Frieden[68]
- 52) 2019: Gute Politik steht im Dienste des Friedens[69]
- 53) 2020: Der Frieden als Weg der Hoffnung – Dialog, Versöhnung und ökologische Umkehr[70]
- 54) 2021: Die Kultur der Achtsamkeit als Weg zum Frieden[71]
- 55) 2022: Dialog zwischen den Generationen, Erziehung und Arbeit: Werkzeuge, um einen dauerhaften Frieden aufzubauen[72]
- 56) 2023: Niemand kann sich allein retten. Nach Covid-19 neu beginnen, um gemeinsam Wege des Friedens zu erkunden[73]
- 57) 2024: Künstliche Intelligenz und Frieden[74]
- 58) 2025: Vergib uns unsere Schuld, schenke uns deinen Frieden (zum Heiligen Jahr/Jubeljahr 2025)[75]

## 21. September (UN-Weltfriedenstag)
Die Jahresversammlungen der Generalversammlung der Vereinten Nationen finden im September statt. Am 21. September 1981, dem Tag der damaligen Vollversammlung, verkündete die Generalversammlung:

„Dieser Tag soll offiziell benannt und gefeiert werden als Weltfriedenstag (International Day of Peace) und soll genützt werden, um die Idee des Friedens sowohl innerhalb der Länder und Völker als auch zwischen ihnen zu beobachten und zu stärken.“

Am 30. November 1981 wurde dieser Tag in der UN-Resolution 36/67 zum „International Day of Peace“ erklärt. Er soll ein Tag des Waffenstillstands und der Gewaltlosigkeit sein.
Nach einer Kampagne von Jeremy Gilley und der Peace-One-Day-Organisation verabschiedete die UN-Generalversammlung am 7. September 2001 einstimmig die Resolution 55/282. Nach dieser soll der Weltfriedenstag ab 2002 jedes Jahr weltweit am gleichen Tag, dem 21. September, gefeiert werden. Allerdings fand der Tag bis heute in der Öffentlichkeit relativ wenig Beachtung; die Zeitgleichheit der Generalversammlung zu Themen wie Ratifizierung des Pariser Klimaschutzabkommens und gerechte Verteilung der Kosten für die Flüchtlinge dieser Welt brachten im Jahr 2016 jedoch eine etwas höhere Aufmerksamkeit: Der damalige Generalsekretär der Vereinten Nationen Ban Ki-moon erinnerte an die im Jahr 2015 beschlossenen 17 Ziele nachhaltiger Entwicklung (Sustainable Development Goals) als Bausteine für den Frieden. Sie seien eine gemeinsam geteilte Perspektive für Humanität und ein sozialer Vertrag zwischen den Regierungen und Völkern.
Seit 2004 ruft der Ökumenische Rat der Kirchen (ÖRK) alle Kirchen dazu auf, jährlich den 21. September zu einem Internationalen Tag des Gebets für den Frieden zu machen, „als eine Möglichkeit, die Zeugniskraft der Kirchen und Glaubensgemeinschaften den vielen Kräften der weltweiten Bewegung für Frieden und Gerechtigkeit hinzuzufügen“.